# جورجيا كين
جورجيا كين (بالإنجليزية: Georgia Caine)‏ هي ممثلة أمريكية، ولدت في 30 أكتوبر 1876 في سان فرانسيسكو في الولايات المتحدة، وتوفيت في 4 أبريل 1964 في هوليوود في الولايات المتحدة.

## وصلات خارجية
- جورجيا كين على موقع IMDb (الإنجليزية)
- جورجيا كين على موقع أول موفي (الإنجليزية)
- جورجيا كين على موقع قاعدة بيانات برودواي على الإنترنت (الإنجليزية)
- جورجيا كين على موقع إن إن دي بي (الإنجليزية)
- جورجيا كين على موقع قاعدة بيانات الفيلم (الإنجليزية)